# NGC 2263
NGC 2263 est une galaxie spirale barrée située dans la constellation du Grand Chien. NGC 2263 a été découverte par l'astronome britannique John Herschel en 1835.

## Caractéristiques
Sa vitesse par rapport au fond diffus cosmologique est de 2 885 ± 10 km/s, ce qui correspond à une distance de Hubble de 42,6 ± 3,0 Mpc (∼139 millions d'al).
À ce jour, quatre mesures non basées sur le décalage vers le rouge (redshift) donnent une distance de 27,225 ± 0,150 Mpc (∼88,8 millions d'al), ce qui est nettement à l'extérieur des valeurs de la distance de Hubble. Notons que c'est avec la valeur moyenne des mesures indépendantes, lorsqu'elles existent, que la base de données NASA/IPAC calcule le diamètre d'une galaxie et qu'en conséquence le diamètre de NGC 2263 pourrait être d'environ 52,4 kpc (∼171 000 al) si on utilisait la distance de Hubble pour le calculer.
La classe de luminosité de NGC 2263 est I-II et elle présente une large raie HI.